# Трофим Никомидијски
Трофим Никомидијски (око 284-305) је хришћански светитељ и мученик.
Свети Трофим се прославља заједно са светим Евкарпионом 18 (31) марта у Православној цркви.

## Биографија
Трофима је био у војној служби у граду Никомидији у време прогона хришћана под царем Диоклецијаном (284-305) и одликовао се суровошћу у извршавању царевих указа.
Када су он и Евкарпион, једном приликом, тражили хришћане, изненада су угледали велики огњени облак који се спуштао са неба, згушњавајући се како им се приближавао. Из облака се чуо глас: „Зашто си тако реван, претиш мојим слугама? Немојте се заваравати: оне који верују у Мене нико не може потчинити својој сили, него је боље да им се сами придружите и тада ћете стећи за себе Царство Небеско.”
Они су од страха пали на земљу и узвикнули: „Велик је заиста Бог, који нам се данас јавио. Бићемо срећни ако постанемо Његове слуге.”
Господ је рекао: „Устани, покај се, опростиће ти се греси. Устајући, војници су у један глас узвикнули: „Примите нас, јер су греси наши зли и неизрециви. Нема другог Бога осим Тебе, Творца и Јединог Истинитог Бога, а ми се још нисмо придружили слугама Твојим!” Чим су то рекли, облак се затворио и узнео на небо. После овог чуда, војници су пустили из затвора све затворенике хришћане. За то су свети Трофим и Евкарпион били предати царским властиима који су их ставили на страшне муке: обесили су их и гвозденим кукама растргали њихова тела. Молитвено су захваљивали Господу, верујући да ће им Господ опростити пређашња тешка сагрешења. Када је огањ запаљен, у њега су ушли и сами свети мученици.